# Csehország a 2024. évi nyári olimpiai játékokon
Csehország a franciaországi Párizsban megrendezett 2024. évi nyári olimpiai játékok egyik részt vevő nemzete volt. Az országot az olimpián 22 sportágban 111 sportoló képviselte, akik összesen 5 érmet szereztek.

## Asztalitenisz
Női
| Versenyző     | Versenyszám | Selejtező         | 64-es főtábla                                            | 32-es főtábla                                                    | Nyolcaddöntő      | Negyeddöntő       | Elődöntő          | Döntő             | Helyezés |
| Versenyző     | Versenyszám | Ellenfél Eredmény | Ellenfél Eredmény                                        | Ellenfél Eredmény                                                | Ellenfél Eredmény | Ellenfél Eredmény | Ellenfél Eredmény | Ellenfél Eredmény | Helyezés |
| ------------- | ----------- | ----------------- | -------------------------------------------------------- | ---------------------------------------------------------------- | ----------------- | ----------------- | ----------------- | ----------------- | -------- |
| Hana Matelová | Egyes       | erőnyerő          | Xiaoxin Yang (MON) · 15–13, 11–2, 8–11, 6–11, 11–5, 11–7 | Britt Eerland (NED) · 11–13, 11–8, 12–10, 11–9, 8–11, 9–11, 9–11 | kiesett           | kiesett           | kiesett           | kiesett           | 17.      |

## Cselgáncs
Férfi
| Versenyző      | Versenyszám | 32-es főtábla                                 | Nyolcaddöntő                      | Negyeddöntő       | Elődöntő          | Vigaszág elődöntő | Bronz- mérkőzés   | Döntő             | Helyezés |
| Versenyző      | Versenyszám | Ellenfél Eredmény                             | Ellenfél Eredmény                 | Ellenfél Eredmény | Ellenfél Eredmény | Ellenfél Eredmény | Ellenfél Eredmény | Ellenfél Eredmény | Helyezés |
| -------------- | ----------- | --------------------------------------------- | --------------------------------- | ----------------- | ----------------- | ----------------- | ----------------- | ----------------- | -------- |
| David Klammert | Középsúly   | Maxime-Gaël Ngayap Hambou (FRA) · 00(3)–10(0) | kiesett                           | kiesett           | kiesett           | kiesett           | kiesett           | kiesett           | 17.      |
| Lukáš Krpálek  | Nehézsúly   | Jelle Snippe (NED) · 10(0)–00(0)              | Szaitó Tacuru (JPN) · 00(0)–10(0) | kiesett           | kiesett           | kiesett           | kiesett           | kiesett           | 9.       |

Női
| Versenyző      | Versenyszám | 32-es főtábla                   | Nyolcaddöntő      | Negyeddöntő       | Elődöntő          | Vigaszág elődöntő | Bronz- mérkőzés   | Döntő             | Helyezés |
| Versenyző      | Versenyszám | Ellenfél Eredmény               | Ellenfél Eredmény | Ellenfél Eredmény | Ellenfél Eredmény | Ellenfél Eredmény | Ellenfél Eredmény | Ellenfél Eredmény | Helyezés |
| -------------- | ----------- | ------------------------------- | ----------------- | ----------------- | ----------------- | ----------------- | ----------------- | ----------------- | -------- |
| Renata Zachová | Váltósúly   | Özbas Szofi (HUN) · 00(2)–01(1) | kiesett           | kiesett           | kiesett           | kiesett           | kiesett           | kiesett           | 17.      |

## Evezés
Férfi
| Versenyző                     | Versenyszám              | Előfutam | Előfutam | Vigaszág | Vigaszág | Elődöntő | Elődöntő | Elődöntő | Döntő | Döntő   | Döntő | Helyezés |
| Versenyző                     | Versenyszám              | Idő      | Hely.    | Idő      | Hely.    | Típus    | Idő      | Hely.    | Típus | Idő     | Hely. | Helyezés |
| ----------------------------- | ------------------------ | -------- | -------- | -------- | -------- | -------- | -------- | -------- | ----- | ------- | ----- | -------- |
| Jiří Šimánek Miroslav Vraštil | Könnyűsúlyú kétpárevezős | 6:34,33  | 2.       | erőnyerő | erőnyerő | A/B      | 6:25,99  | 3.       | A     | 6:21,00 | 6.    | 6.       |

Női
| Versenyző                           | Versenyszám              | Előfutam | Előfutam | Vigaszág | Vigaszág | Elődöntő | Elődöntő | Elődöntő | Döntő | Döntő   | Döntő | Helyezés |
| Versenyző                           | Versenyszám              | Idő      | Hely.    | Idő      | Hely.    | Típus    | Idő      | Hely.    | Típus | Idő     | Hely. | Helyezés |
| ----------------------------------- | ------------------------ | -------- | -------- | -------- | -------- | -------- | -------- | -------- | ----- | ------- | ----- | -------- |
| Anna Šantrůčková Lenka Antošová     | Kétpárevezős             | 6:55,16  | 2.       | erőnyerő | erőnyerő | A/B      | 6:54,76  | 4.       | B     | 6:49,92 | 2.    | 8.       |
| Radka Novotníková Pavlína Flamíková | Kormányos nélküli kettes | 7:28,23  | 3.       | erőnyerő | erőnyerő | A/B      | 7:33,68  | 6.       | B     | 7:10,46 | 4.    | 10.      |

## Golf
| Versenyző      | Versenyszám | 1. forduló | 1. forduló | 2. forduló | 2. forduló | 3. forduló | 3. forduló | 4. forduló | 4. forduló | Összesen | Összesen | Összesen |
| Versenyző      | Versenyszám | Pont       | Par        | Pont       | Par        | Pont       | Par        | Pont       | Par        | Pontszám | Par      | Helyezés |
| -------------- | ----------- | ---------- | ---------- | ---------- | ---------- | ---------- | ---------- | ---------- | ---------- | -------- | -------- | -------- |
| Sára Kousková  | Női egyéni  | 73         | +1         | 77         | +5         | 79         | +7         | 77         | +5         | 306      | +18      | =55.     |
| Klára Spilková | Női egyéni  | 77         | +5         | 73         | +1         | 70         | −2         | 76         | +4         | 296      | +8       | 41.      |

## Íjászat
Férfi
| Versenyző | Versenyszám | Selejtező | Selejtező | 64-es főtábla                       | 32-es főtábla     | Nyolcaddöntő      | Negyeddöntő       | Elődöntő          | Döntő             | Helyezés |
| Versenyző | Versenyszám | Pont      | Kiemelés  | Ellenfél Eredmény                   | Ellenfél Eredmény | Ellenfél Eredmény | Ellenfél Eredmény | Ellenfél Eredmény | Ellenfél Eredmény | Helyezés |
| --------- | ----------- | --------- | --------- | ----------------------------------- | ----------------- | ----------------- | ----------------- | ----------------- | ----------------- | -------- |
| Adam Li   | Egyéni      | 627       | 61.       | Dhiraj Bommadevara (IND) (4.) · 1–7 | kiesett           | kiesett           | kiesett           | kiesett           | kiesett           | 33.      |

Női
| Versenyző       | Versenyszám | Selejtező | Selejtező | 64-es főtábla                              | 32-es főtábla                               | Nyolcaddöntő      | Negyeddöntő       | Elődöntő          | Döntő             | Helyezés |
| Versenyző       | Versenyszám | Pont      | Kiemelés  | Ellenfél Eredmény                          | Ellenfél Eredmény                           | Ellenfél Eredmény | Ellenfél Eredmény | Ellenfél Eredmény | Ellenfél Eredmény | Helyezés |
| --------------- | ----------- | --------- | --------- | ------------------------------------------ | ------------------------------------------- | ----------------- | ----------------- | ----------------- | ----------------- | -------- |
| Marie Horáčková | Egyéni      | 651       | 31.       | Ziyodakhon Abdusattorova (UZB) (34.) · 6–2 | Nam Szuhjon (Nam Su-hyeon) (KOR) (2.) · 3–7 | kiesett           | kiesett           | kiesett           | kiesett           | 17.      |

Vegyes csapat
| Versenyző               | Versenyszám | Selejtező | Selejtező | Nyolcaddöntő      | Negyeddöntő       | Elődöntő          | Döntő             | Helyezés |
| Versenyző               | Versenyszám | Pont      | Kiemelés  | Ellenfél Eredmény | Ellenfél Eredmény | Ellenfél Eredmény | Ellenfél Eredmény | Helyezés |
| ----------------------- | ----------- | --------- | --------- | ----------------- | ----------------- | ----------------- | ----------------- | -------- |
| Marie Horáčková Adam Li | Vegyes      | 1278      | 25.       | kiesett           | kiesett           | kiesett           | kiesett           | 25.      |

## Lovaglás
Lovastusa
| Versenyző            | Ló            | Versenyszám | Díjlovaglás | Díjlovaglás | Tereplovaglás | Tereplovaglás | Tereplovaglás | Díjugratás | Díjugratás  | Díjugratás | Díjugratás | Végeredmény | Végeredmény |
| Versenyző            | Ló            | Versenyszám | Díjlovaglás | Díjlovaglás | Tereplovaglás | Tereplovaglás | Tereplovaglás | Selejtező  | Selejtező   | Selejtező  | Döntő      | Végeredmény | Végeredmény |
| Versenyző            | Ló            | Versenyszám | Bünt.       | Hely.       | Bünt.         | Bünt. össz.   | Hely.         | Bünt.      | Bünt. össz. | Hely.      | Bünt.      | Bünt.       | Helyezés    |
| -------------------- | ------------- | ----------- | ----------- | ----------- | ------------- | ------------- | ------------- | ---------- | ----------- | ---------- | ---------- | ----------- | ----------- |
| Miloslav Příhoda Jr. | Ferreolus Lat | Egyéni      | 35,70       | 45.         | visszalépett  | visszalépett  | visszalépett  | kiesett    | kiesett     | kiesett    | kiesett    | kiesett     | kiesett     |
| Miroslav Trunda      | Shutterflyke  | Egyéni      | 53,00       | 63.         | 72,00         | 125,00        | 56.           | 30,00      | 155,00      | 50.        | kiesett    | 155,00      | 50.         |

## Sportlövészet
Férfi
| Versenyző         | Versenyszám           | Selejtező | Selejtező | Döntő   | Döntő    |
| Versenyző         | Versenyszám           | Pont      | Helyezés  | Pont    | Helyezés |
| ----------------- | --------------------- | --------- | --------- | ------- | -------- |
| Martin Podhráský  | Gyorstüzelő pisztoly  | 573       | 27.       | kiesett | kiesett  |
| Matěj Rampula     | Gyorstüzelő pisztoly  | 581       | 14.       | kiesett | kiesett  |
| Matěj Rampula     | Légpisztoly           | 571       | 23.       | kiesett | kiesett  |
| František Smetana | Légpuska              | 625,5     | 38.       | kiesett | kiesett  |
| Jiří Přívratský   | Légpuska              | 627,8     | 23.       | kiesett | kiesett  |
| Jiří Přívratský   | Sportpuska, összetett | 590       | 8.        | 440,7   | 4.       |
| Petr Nymburský    | Sportpuska, összetett | 590       | 9.        | kiesett | kiesett  |
| Jakub Tomeček     | Skeet                 | 121       | 12.       | kiesett | kiesett  |
| Jiří Lipták       | Trap                  | 119       | 18.       | kiesett | kiesett  |

Női
| Versenyző           | Versenyszám           | Selejtező | Selejtező | Döntő   | Döntő    |
| Versenyző           | Versenyszám           | Pont      | Helyezés  | Pont    | Helyezés |
| ------------------- | --------------------- | --------- | --------- | ------- | -------- |
| Veronika Blažíčková | Légpuska              | 625,1     | 34.       | kiesett | kiesett  |
| Veronika Blažíčková | Sportpuska, összetett | 584       | 16.       | kiesett | kiesett  |
| Barbora Šumová      | Skeet                 | 114       | 22.       | kiesett | kiesett  |

Vegyes
| Versenyző                           | Versenyszám | Selejtező | Selejtező | Döntő   | Döntő    |
| Versenyző                           | Versenyszám | Pont      | Helyezés  | Pont    | Helyezés |
| ----------------------------------- | ----------- | --------- | --------- | ------- | -------- |
| Veronika Blažíčková Jiří Přívratský | Légpuska    | 623,6     | 24.       | kiesett | kiesett  |
| Barbora Šumová Jakub Tomeček        | Skeet       | 143       | 8.        | kiesett | kiesett  |

## Sportmászás
Kombinált

## Súlyemelés
Férfi
| Versenyző    | Versenyszám | Szakítás | Szakítás | Lökés    | Lökés    | Összesen | Helyezés |
| Versenyző    | Versenyszám | Eredmény | Helyezés | Eredmény | Helyezés | Összesen | Helyezés |
| ------------ | ----------- | -------- | -------- | -------- | -------- | -------- | -------- |
| Kamil Kučera | +102 kg     | 110      | 11.      | 140      | 11.      | 250      | 11.      |

## Taekwondo
Női
| Versenyző        | Versenyszám | Nyolcaddöntő                     | Negyeddöntő       | Elődöntő          | Vigaszág elődöntő | Bronz- mérkőzés   | Döntő             | Helyezés |
| Versenyző        | Versenyszám | Ellenfél Eredmény                | Ellenfél Eredmény | Ellenfél Eredmény | Ellenfél Eredmény | Ellenfél Eredmény | Ellenfél Eredmény | Helyezés |
| ---------------- | ----------- | -------------------------------- | ----------------- | ----------------- | ----------------- | ----------------- | ----------------- | -------- |
| Dominika Hronová | Pehelysúly  | Skylar Park (CAN) · 0–2          | kiesett           | kiesett           | kiesett           | kiesett           | kiesett           | 11.      |
| Petra Štolbová   | Nehézsúly   | I Dabin (Lee Da-bin) (KOR) · 0–2 | kiesett           | kiesett           | kiesett           | kiesett           | kiesett           | 11.      |

## Tollaslabda
| Versenyző                | Versenyszám | Csoportkör | Csoportkör | Nyolcaddöntő      | Negyeddöntő       | Elődöntő          | Bronz- mérkőzés   | Döntő             | Helyezés |
| Versenyző                | Versenyszám | Ellenfél Eredmény | Hely.      | Ellenfél Eredmény | Ellenfél Eredmény | Ellenfél Eredmény | Ellenfél Eredmény | Ellenfél Eredmény | Helyezés |
| ------------------------ | ----------- | --- | ---------- | ----------------- | ----------------- | ----------------- | ----------------- | ----------------- | -------- |
| Jan Louda                | Férfi egyes | M csoport · Loh Kean Yew (SGP) · 13–21, 10–21 · Uriel Canjura (ESA) · 21–12, 21–10 | 2.         | kiesett           | kiesett           | kiesett           | kiesett           | kiesett           | 14.      |
| Ondřej Král Adam Mendrek | Férfi páros | B csoport · Dél-Korea (KOR) · Kang Min-hyuk · Seo Seung-jae · 12–21, 17–21 · Thaiföld (THA) · Supak Jomkoh · Kittinupong Kedren · 10–21, 13–21 · Franciaország (FRA) · Christo Popov · Toma Junior Popov · 18–21, 19–21 | 4.         |                   | kiesett           | kiesett           | kiesett           | kiesett           | 13.      |
| Tereza Švábíková         | Női egyes   | G csoport · Polina Buhrova (UKR) · 19–21, 21–19, 18–21 · Gregoria Mariska Tunjung (INA) · 12–21, 18–21 | 3.         | kiesett           | kiesett           | kiesett           | kiesett           | kiesett           | 27.      |

## Torna
Női
| Versenyző       | Versenyszám      | Selejtező | Selejtező | Döntő    | Döntő    |
| Versenyző       | Versenyszám      | Pontszám  | Helyezés  | Pontszám | Helyezés |
| --------------- | ---------------- | --------- | --------- | -------- | -------- |
| Soňa Artamonová | Talaj            | 12,300    | 62.       | kiesett  | kiesett  |
| Soňa Artamonová | Felemás korlát   | 12,333    | 61.       | kiesett  | kiesett  |
| Soňa Artamonová | Gerenda          | 12,966    | 38.       | kiesett  | kiesett  |
| Soňa Artamonová | Egyéni összetett | 50,599    | 46.       | kiesett  | kiesett  |

## Triatlon
Egyéni
| Versenyző      | Versenyszám | 1,5 km úszás | Depózás 1 | 40 km kerékpározás | Depózás 2 | 10 km futás | Összesítés | Összesítés |
| Versenyző      | Versenyszám | Idő          | Idő       | Idő                | Idő       | Idő         | Idő        | Helyezés   |
| -------------- | ----------- | ------------ | --------- | ------------------ | --------- | ----------- | ---------- | ---------- |
| Petra Kuříková | Női         | 24:02        | 0:57      | 1:00:40            | 0:30      | 34:53       | 2:01:02    | 29.        |

## Úszás
Férfi
| Versenyző       | Versenyszám      | Előfutam | Előfutam | Előfutam | Elődöntő | Elődöntő | Elődöntő | Döntő     | Döntő    |
| Versenyző       | Versenyszám      | Idő      | Hely.    | Össz.    | Idő      | Hely.    | Össz.    | Idő       | Helyezés |
| --------------- | ---------------- | -------- | -------- | -------- | -------- | -------- | -------- | --------- | -------- |
| Daniel Gracík   | 100 m gyors      | 49,65    | 6.       | 39.      | kiesett  | kiesett  | kiesett  | kiesett   | kiesett  |
| Daniel Gracík   | 100 m pillangó   | 52,61    | 8.       | 27.      | kiesett  | kiesett  | kiesett  | kiesett   | kiesett  |
| Miroslav Knedla | 100 m hát        | 53,41    | 3.       | 10.      | 53,44    | 7.       | 12.*     | kiesett   | kiesett  |
| Martin Straka   | 10 km nyílt vízi |          |          |          |          |          |          | 1:57:52,9 | 20.      |

Női
| Versenyző         | Versenyszám    | Előfutam | Előfutam | Előfutam | Elődöntő | Elődöntő | Elődöntő | Döntő   | Döntő    |
| Versenyző         | Versenyszám    | Idő      | Hely.    | Össz.    | Idő      | Hely.    | Össz.    | Idő     | Helyezés |
| ----------------- | -------------- | -------- | -------- | -------- | -------- | -------- | -------- | ------- | -------- |
| Barbora Seemanová | 100 m gyors    | 54,66    | 5.       | 17.      | 53,94    | 8.       | 13.      | kiesett | kiesett  |
| Barbora Seemanová | 200 m gyors    | 1:57,02  | 3.       | 10.      | 1:56,06  | 2.       | 6.       | 1:55,47 | 6.       |
| Barbora Seemanová | 100 m pillangó | 57,50    | 4.       | 9.       | 57,64    | 6.       | 11.      | kiesett | kiesett  |
| Barbora Seemanová | 200 m vegyes   | 2:13,47  | 8.       | 22.      | kiesett  | kiesett  | kiesett  | kiesett | kiesett  |
| Kristýna Horská   | 100 m mell     | 1:08,96  | 4.       | 28.      | kiesett  | kiesett  | kiesett  | kiesett | kiesett  |
| Kristýna Horská   | 200 m mell     | 2:26,28  | 5.       | 16.      | 2:25,77  | 8.       | 15.      | kiesett | kiesett  |

* - egy másik versenyzővel azonos időt ért el